# 利津县经济开发区
利津县经济开发区，是中华人民共和国山東省东营市利津县下辖的一个类似乡级单位。

## 行政区划
下辖以下地区：
利津县经济开发区虚拟社区。